# Número de Smith
Un número de Smith es un número entero tal que la suma de sus dígitos es igual a la suma de los dígitos de los números restantes tras la factorización en primos (la factorización debe estar escrita sin exponentes, repitiendo los números todas las veces necesarias). Por ejemplo, 378 = 2 × 3 × 3 × 3 × 7 es un número de Smith en base 10, porque 3 + 7 + 8 = 2 + 3 + 3 + 3 + 7. Por definición, se deben contar los dígitos de los factores. Por ejemplo, 22 en base 10 es 2 × 11, y se deben contar los tres dígitos: 2, 1, 1. Por lo tanto 22 es un número de Smith porque 2 + 2 = 2 + 1 + 1.
En base 10, los primeros números de Smith son: 4, 22, 27, 58, 85, 94, 121, 166, 202, 265, 274, 319, 346, 355, 378, 382, 391, 438, 454, 483, 517, 526, 535, 562, 576, 588, 627, 634, 636, 645, 648, 654, 663, 666, 690, 706, 728, 729, 762, 778, 825, 852, 861, 895, 913, 915, 922, 958, 985, 1086.
Estos se conocen bajo el nombre de números de Smith porque en 1982 Albert Wilansky en la Universidad de Lehigh se dio cuenta de que el número del teléfono de su cuñado Harold Smith tenía la peculiar propiedad ya descrita. El número es 493-7775, que se puede expresar como 3 x 5 x 5 x 65.837, por lo tanto 4 + 9 + 3 + 7 + 7 + 7 + 5 = 42 resulta igual que la suma de los dígitos de sus factores primos: 3 + 5 + 5 + 6 + 5 + 8 + 3 + 7 = 42

## Definición matemática
Sea {\displaystyle n} un número natural. Para la base {\displaystyle b>1}, sea la función {\displaystyle F_{b}(n)} la suma de dígitos de n en base {\displaystyle b}. Un número natural {\displaystyle n} tiene la factorización entera
{\displaystyle n=\prod _{\stackrel {p\mid n}{p{\text{primo}}}}p^{v_{p}(n)}}
y es un número de Smith si
{\displaystyle F_{b}(n)=\sum _{\stackrel {p\mid n}{p{\text{primo}}}}v_{p}(n)F_{b}(p)}
donde {\displaystyle v_{p}(n)} es la valuación p-ádica de {\displaystyle n}.
Por ejemplo, en el sistema de numeración decimal, 378= 21 33 71 es un número de Smith, ya que 3 + 7 + 8= 2 · 1 + 3 · 3 + 7 · 1, y 22= 21 111 es un número de Smith, porque 2 + 2= 2 · 1 + (1 + 1) · 1
Los primeros números de Smith en el sistema de numeración decimal son:
4, 22, 27, 58, 85, 94, 121, 166, 202, 265, 274, 319, 346, 355, 378, 382, 391, 438, 454, 483, 517, 526, 535, 562, 576, 588, 627, 634, 636, 645, 648, 654, 663, 666, 690, 706, 728, 729, 762, 778, 825, 852, 861, 895, 913, 915, 922, 958, 985, 1086 … (sucesión A006753 en OEIS)

## Propiedades
W. L. McDaniel en 1987 demostró que hay infinitos números de Smith.
El número de números de Smith en el sistema de numeración decimal por debajo de 10n para n=1,2,... es:
1, 6, 49, 376, 3294, 29928, 278411, 2632758, 25154060, 241882509, ... (sucesión A104170 en OEIS)
Dos números de Smith consecutivos (por ejemplo, 728 y 729, o 2964 y 2965) se denominan hermanos de Smith. No se sabe cuántos hermanos de Smith hay. Los elementos iniciales de la n tupla de Smith más pequeña (es decir, n números de Smith consecutivos) en el sistema de numeración decimal para n= 1, 2, ... son:
4, 728, 73615, 4463535, 15966114, 2050918644, 164736913905, ... (sucesión A059754 en OEIS)
Los números de Smith se pueden construir a partir de repunit factorizados. A 2010, el mayor número de Smith conocido en el sistema de numeración decimal es:
9 × R1031 × (104594 + 3×102297 + 1)1476 ×103913210
donde R1031 es un repunit igual a (101031-1)/9.